# Titularbistum Troyna
Troyna (ital.:  Troina) ist ein Titularbistum der römisch-katholischen Kirche. 
Es geht zurück auf ein untergegangenes, im Jahr 1081 gegründetes Bistum des Orts Troina auf Sizilien. Es gehörte der Kirchenprovinz Messina an.
| Titularbischöfe von Troyna |                          |                                                                          |                   |                    |
| Nr.                        | Name                     | Amt                                                                      | von               | bis                |
| 1                          | Stephen Ferrando SDB     | emeritierter Bischof in Shillong (Indien)                                | 3. Februar 1968   | 17. Februar 1990   |
| 2                          | Bonifatius Haushiku ICP  | Weihbischof in Windhoek, dann Apostolischer Vikar von Windhoek (Namibia) | 15. November 1978 | 14. März 1994      |
| 2                          | José Octavio Ruiz Arenas | Weihbischof in Bogotá (Kolumbien)                                        | 8. März 1996      | 16. Juli 2002      |
| 4                          | Raúl Martín              | Weihbischof in Buenos Aires (Argentinien)                                | 1. März 2006      | 24. September 2013 |
| 5                          | Sebastian Vaniyapurackal | Kurienbischof im Großerzbistum Ernakulam-Angamaly (Indien)               | 1. September 2017 |                    |